# Surfa
Surfa, de son vrai nom Gabriele Pennacchio, né le 23 janvier 1986 à Latina, est un rappeur italien. Pendant sa carrière, il collabore avec plusieurs rappeurs italiens tels que Club Dogo, Vincenzo da via Anfossi, Vacca et Emis Killa.

## Biographie
Gabriele est né le 23 janvier 1986 à Latina. Il a un frère jumeau appelé Alexio, alias Exo. Il se lance pour la première fois dans la musique en rappant entre 13 et 14 ans,.
En 2005, lui et son frère fondent le site web IlRap.com qui deviendra le premier portail en Italie et le plus visité en général. En 2008, il fonde son propre label indépendant appelé E-Lab auquel il publie son premier album studio, Com'On. Le 8 novembre la même année, il crée son blog personnel appelé SurfaBlog qui dépasse en 2010 le million de vues,. Il commence par la suite à écrire pour le magazine local Groove Magazine. En juin 2009, il publie son deuxième album solo intitulé Hype, bien accueilli sur Internet. L'album fait participer Exo, Ceasar, P*Starr, Vacca, Daniele Vit, Amir, D-strutto, Big Fish, Loretta Grace, DJ Nais, Entics, Guè Pequeno et C Brownz.
Le 13 mars 2010, Surfa publie son nouvel album Rap Roba Fresh Vol.1 qui fait participer Daniele Vit, Guè Pequeno, Two Fingerz, Ensi, Luchè, G.Nano, Emis Killa, Exo, et Mastermaind. L'album atteint 1 000 téléchargements en trois heures. En septembre 2010, il publie le clip de la chanson Senza di Te.

## Discographie
- 2008 : Com'On
- 2009 : Hype
- 2010 : Rap Roba Fresh Vol.1
- 2010 : The Com'On Tape
- 2011 : Gabriele
- 2012 : Da Surfa a Superfi
- 2013 : B.L.O.G.